# Michael Boudin

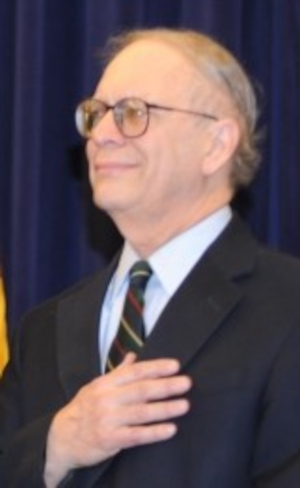
Michael Boudin (2011)

Michael Boudin (* 29. November 1939 in New York City; † 24. März 2025 in Boston) war ein US-amerikanischer Jurist und Richter, der unter anderem zwischen 1990 und 1992 Richter am US-Bundesbezirksgericht für den District of Columbia (United States District Court for the District of Columbia) war. Er war daraufhin von 1982 bis 2013 Richter am US-Berufungsgericht für den 1. Gerichtsbezirk (US Court of Appeals for the First Circuit) und zudem von 2001 bis 2008 als Chief Judge auch Präsident dieses Gerichts. 1999 wurde er ferner Mitglied der American Academy of Arts and Sciences.

## Leben
Michael Boudin war der Sohn des Rechtsanwalts Leonard Boudin (1912–1989) und dessen Ehefrau Jean Roisman sowie der ältere Bruder der Sozialwissenschaftlerin und Hochschullehrerin Kathy Boudin (1943–2022), die Mitglied der Weather Underground Organisation war, einer linksradikalen, militanten Untergrundorganisation in den USA, die Ende der 1960er- bis in die 1970er-Jahre aktiv war und vor allem Bombenanschläge gegen Regierungsgebäude verübte. Er selbst begann nach dem Schulbesuch zunächst ein grundständiges Studium an der Harvard University, das er 1961 mit einem Bachelor of Arts (B.A.) beendete. Im Anschluss nahm er ein Studium der Rechtswissenschaften an der Juristischen Fakultät (Law School) der Harvard University auf und schloss dieses 1964 mit einem Bachelor of Laws (LL.B.) ab. Nach seiner darauf folgenden anwaltlichen Zulassung bei der Anwaltskammer des Bundesstaates New York (New York State Bar Association) war er zwischen 1964 und 1965 erst juristischer Mitarbeiter von Henry Friendly, einem Richter am US Court of Appeals for the Second Circuit, sowie im Anschluss von 1965 bis 1966 von John Marshall Harlan II, der Richter am Obersten Gerichtshof der Vereinigten Staaten war. 1966 wechselte er in die Anwaltskanzlei Covington & Burling in Washington, D.C. und war dort zunächst bis 1972 als angestellter Rechtsanwalt sowie anschließend zwischen 1972 und 1987 als Partner tätig. Während dieser Zeit erhielt er 1967 auch seine anwaltliche Zulassung für den District of Columbia und war zudem zwischen 1982 und 1983 erst Gastprofessor sowie daraufhin von 1983 bis 1998 Lecturer an der Harvard Law School.
1987 wechselte Boudin, der sich auch in der American Bar Association (ABA) und das American Law Institute (ALI) engagierte, in das US-Justizministerium (Department of Justice) und war dort bis 1990 als Deputy Assistant US Attorney General stellvertretender Leiter der Unterabteilung für Kartellrecht (Antitrust Division). Am 18. Mai 1990 wurde er von US-Präsident George H. W. Bush als Nachfolger von John H. Pratt als Richter am US-Bundesbezirksgericht für den District of Columbia (United States District Court for the District of Columbia) nominiert. Nach der Bestätigung durch den US-Senat am 3. August 1990 trat er dieses Amt am 7. August 1990 an und bekleidete dieses bis zu seinem Rücktritt am 31. Januar 1992.
Am 20. März 1992 wurde Boudin von US-Präsident George H. W. Bush als Nachfolger von Levin H. Campbell für den freigewordenen Posten als Richter am US-Berufungsgericht für den 1. Gerichtsbezirk (US Court of Appeals for the First Circuit) nominiert. Nach der Bestätigung durch den US-Senat am 21. Mai 1992 trat er dieses Amt am 26. Mai 1992 an und bekleidete dieses 21 Jahre lang bis zum 1. Juni 2013. 1999 wurde er ferner Mitglied der American Academy of Arts and Sciences. Am 15. Juni 2001 wurde er als Nachfolger von Juan R. Torruella Chief Judge und damit Präsident des US Court of Appeals for the First Circuit. Er bekleidete dieses Amt bis zum 16. Juni 2008, woraufhin Sandra Lynch seine Nachfolge antrat. Während dieser Zeit war er zugleich von 2001 bis 2008 Mitglied der Justizkonferenz der Vereinigten Staaten. Am 15. Juni 2013 schied er aus dem aktiven Richterdienst aus und trat in den sogenannten Senior Status, ehe er am 15. Dezember 2021 endgültig zurücktrat.
Boudin war seit dem 14. September 1984 mit Martha A. Field verheiratet.